# Penstemon davidsonii
|  | Dieser Artikel wurde aufgrund von formalen oder inhaltlichen Mängeln in der Qualitätssicherung Biologie im Abschnitt „Pflanzen“ zur Verbesserung eingetragen. Dies geschieht, um die Qualität der Biologie-Artikel auf ein akzeptables Niveau zu bringen. Bitte hilf mit, diesen Artikel zu verbessern! Artikel, die nicht signifikant verbessert werden, können gegebenenfalls gelöscht werden. Lies dazu auch die näheren Informationen in den Mindestanforderungen an Biologie-Artikel. |

Penstemon davidsonii ist eine Pflanzenart aus der Gattung Bartfaden (Penstemon) innerhalb der Familie der Wegerichgewächse (Plantaginaceae). Sie ist im westlichen Nordamerika verbreitet.

## Beschreibung

### Vegetative Merkmale
Penstemon davidsonii ist ein ausdauernder immergrüner Halbstrauch, der Wuchshöhen von bis zu 10 Zentimetern erreicht. Die strauchartigen Triebe bilden flache Matten mit aufrechten Blütentrieben. Die Laubblätter sind etwa 1,5 Zentimeter lang, elliptisch bis fast rund, unbehaart, grün und ziemlich dick; nur wenige und kleinere Stängelblätter.

### Generative Merkmale
Kompakter, wenigblütiger, einseitswendiger und drüsiger Blütenstand.  Die bläulichen Blütenkronblätter sind röhrenförmig verwachsen.

### Chromosomenzahl
Die Chromosomenzahl beträgt 2n = 16.

## Verbreitung
Penstemon davidsonii kommt im westlichen Nordamerika vom südlichen British Columbia über Washington, Oregon sowie nördlichen Nevada bis Kalifornien vor.

## Taxonomie
Die Erstbeschreibung von Penstemon davidsonii erfolgte 1892 durch Edward Lee Greene in Pittonia, Volume 2, Seite 241. Das Artepitheton davidsonii ehrt George Davidson.

## Nutzung
Penstemon davidsonii wird als Zierpflanze verwendet.